# Кристен Кейн
Кристен Кейн (англ. Kristen Kane), настоящее имя — Монис Энн Монро (англ. Moniece Ann Monroe; 4 августа 1969, Арканзас — 13 марта 2014) — американская порноактриса, лауреатка премии AVN Awards.

## Биография
Родилась 4 августа 1969 года в Арканзасе. Дебютировала в порноиндустрии в 2000 году, в возрасте около 31 года.
Снималась для таких студий, как Odyssey, Wildlife, Elegent Angel, Extreme Associates, JM Productions, Vivid Entertainment и других.
В 2002 году получила награду AVN Awards за самую возмутительную сексуальную сцену за роль в Perverted Stories 31 совместно с Rafe и Хершелом Сэваджем.
Ушла из киноиндустрии для взрослых в 2001 году, снявшись в 18 фильмах.

## Награды
| Год  | Награда    | Категория                     | Работа               | Результат |
| ---- | ---------- | ----------------------------- | -------------------- | --------- |
| 2002 | AVN Awards | Самая скандальная сцена секса | Perverted Stories 31 | Победа    |

## Избранная фильмография
- Perverted Stories 31[6] (2001)